# Стенная корона

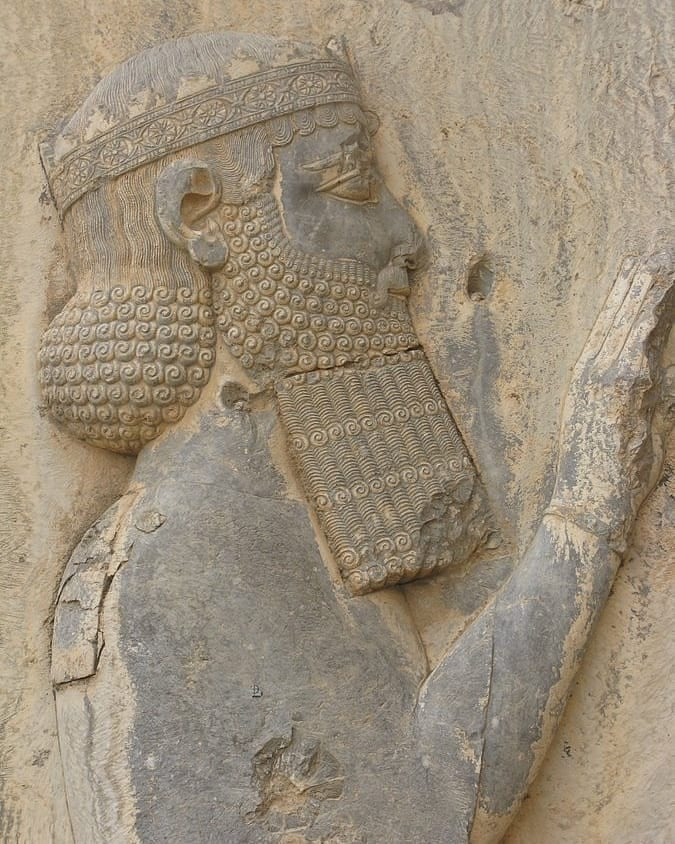
Изображение Дария Великого в ранней стенной короне на Бехистунской надписи

Стенная корона (лат. corona muralis) — корона или головной убор, изображающий городские или крепостные стены, башни или сами крепости. В классической античности она символизировала богов-покровителей, защищающих города, а в Римской империи являлась военной наградой. Впоследствии стенная корона стала символом европейской геральдики, в основном для городов и поселений, а в XIX-XX веках её стали использовать в некоторых республиканских гербах.

## Использование в древности
Ранние изображения стенной короны встречаются во втором тысячелетии до нашей эры в искусстве Ахеменидской империи (в основном в Ассирии и Эламе), где она напоминает зубчатые стены, характерные для месопотамских и персидских зданий. Например, рельеф с изображением королевы Ашшур-шаррат, жены ассирийского короля Ашшурбанапала, находящийся сейчас в Берлине.

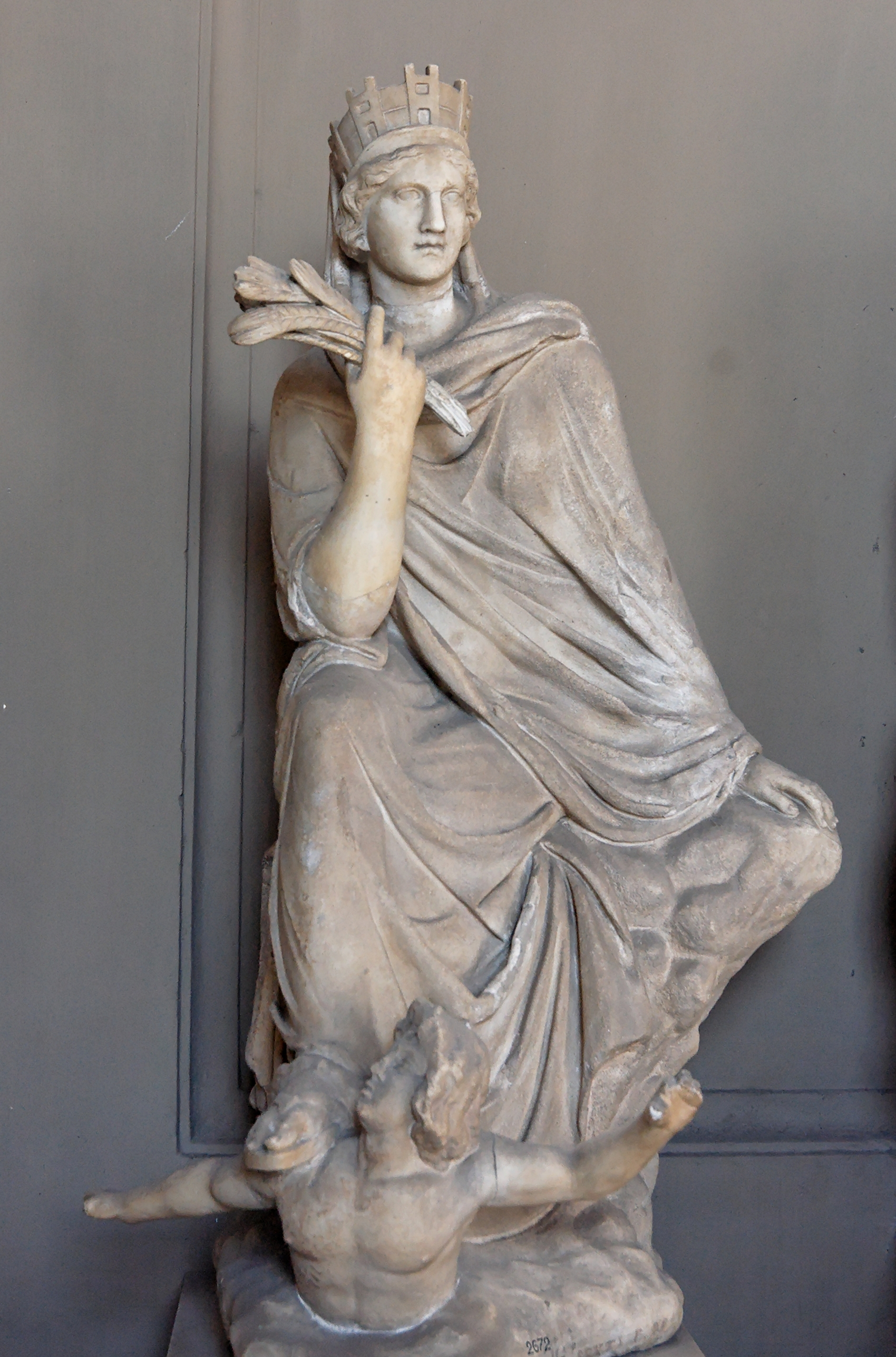
Тюхе Антиохии, римская версия бронзовой статуи III века до н. э., Эвтихид

В эллинистической культуре стенная корона ассоциировалась с богинями-покровительницами, такими как Тюхе (олицетворение удачи и процветания города, знакомая римлянам как Фортуна), Гестия (знакомая римлянам как Веста) или Афина (знакомая римлянам как Минерва). Цилиндрическая корона матери-богини Реи/Кибелы также иногда изображалась в виде стенной короны, подчеркивая её статус покровительницы городов.

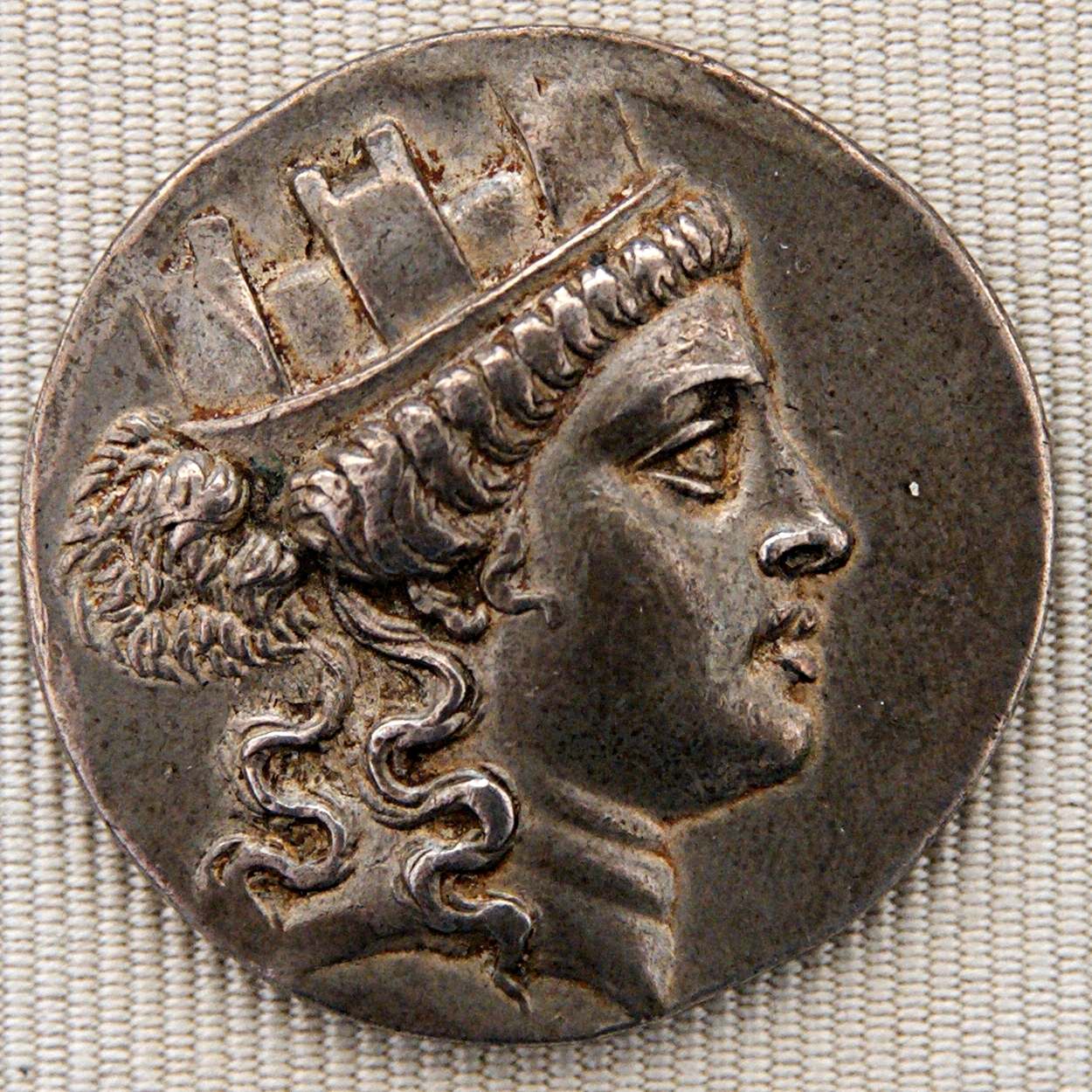
Городская богиня со стенной короной (серебряный тетрадрахм, выпущенный в Смирне, 160-150 гг. до н. э.)

В Древнем Риме corona muralis использовалась как военная награда. Эта золотая корона с изображением зубцов вручалась первому солдату, взобравшемуся на стены осажденного города или крепости и водрузившему знамя. Она считалась одной из высших военных наград и присуждалась только после строгого расследования заслуг. Император Август выдавал их очень редко, чтобы сохранить необыкновенную ценность. Вариант стенной короны — corona rostrata, украшенная носовыми частями захваченных кораблей, вручалась первому участнику морского абордажа.
Греко-римская богиня Рома на античных монетах изображалась в стенной короне, символизирующей её роль защитницы эллинских полисов.
Ещё одно раннее изображение можно найти в Накше-Рустаме, где фрагменты очень древнего рельефа сохранились возле другого рельефа, посвященного сассанидскому царю Бахраму II. Поскольку часть старого рельефа утеряна, неизвестно, является ли коронованная девушка королевой или божеством.

## Геральдическое использование
В средние века символ исчез, однако снова обрел популярность в эпоху Возрождения, хотя и в другом качестве. Римская военная награда перешла в европейскую геральдику, где окрасилась в золотой (or), серебряный (argent), красный (gules) или каменный (proper) цвета. В XIX веке в Германии стенная корона (Mauerkronen) изображалась на гербах городов в различных модификациях: «Города с королевской резиденцией и столицы, как правило, имеют Mauerkrone с пятью башнями, крупные города — с четырьмя башнями, а небольшие — с тремя», отмечал Артур Чарльз Фокс-Дэвис в книге «A Complete Guide to Heraldry», добавляя, что строгих правил в этом вопросе пока не существует и что данная практика не характерна для Британии.

Геральдическая стенная корона

Стенные короны использовались вместо королевских корон в гербах средневековых и современных итальянских коммун. Женская фигура с стенной короной, Italia Turrita, олицетворяет Италию. В Италии гербы коммун и провинций, а также военных подразделений часто украшены стенными коронами: золотыми с пятью башнями для городов и серебряными с девятью башнями для других поселений. Герб Второй Испанской Республики также имел стенную корону.
В начале XX века в Португалии были установлены строгие правила для муниципальной геральдики, по которым каждый герб должен содержать стенную корону: три серебряные башни для деревень или городских приходов, четыре — для городов, пять серебряных башен — для крупных городов, а пять золотых — для столиц. Эти правила также применяются к большинству муниципальных гербов Бразилии и некоторых других членов Содружества португалоязычных стран.
Румынские муниципальные гербы содержат стенную корону: одну или три башни для деревень и коммун, пять или семь башен для городов и муниципалитетов.
Орел на гербе Австрии носит стенную корону, символизирующую статус республики. Это противопоставляется королевским коронам, которые украшали двуглавого орла (и императорскую корону над ним) на гербе Австро-Венгрии до её поражения в Первой мировой войне. Стенная корона была убрана во время клерикально-фашистского режима Федеративного государства Австрия с 1934 года, но восстановлена в оккупированной союзниками Австрии после Второй мировой войны и остается частью герба по сей день.
В Российской империи система гербовых украшений (включая короны), разработанная Б. В. Кёне, была удостоена утверждения Высочайшим указом в 1857 году и действовала до 1917 года, а фактически — и некоторое время после революции. Однако, несмотря на официальное принятие системы корон, не удалось обеспечить повсеместное выполнение указа, система была создана формально, однако фактическое её применение до 1917 года не являлось повсеместным.
А. Короны: 
1) Императорская корона для гербов губерний. 
2) Древняя царская корона для гербов уездов, областей и градоначальств. 
3) Императорская для гербов столиц. 
4) Царская шапка в виде венца Мономахова, для древних русских городов, бывших местопребываниями царствующих Великих Князей, например: Киев, Новгород, Тверь и пр. Казанская корона для герба города Казани, Астраханская для герба города Астрахани, Грузинская для герба города Тифлиса. 
5. а) Золотая башенная корона о пяти зубцах для гербов губернских городов, имеющих более пятидесяти тысяч жителей, напр. Одесса, Рига, Саратов, Вильно, и пр. 
б) Золотая башенная корона о пяти зубцах, увенчанная Императорским орлом, для губернских городов с пятьюдесятью тысячами или более жителями, и которые вместе и крепости. 
6. а) Золотая башенная корона о трех зубцах, для других губернских городов, и 
б) Таковая же корона, с Императорским орлом, для губернских городов, имеющих менее пятидесяти тысяч жителей, и которые вместе и крепости. 
7. а) Серебряная башенная корона о трех зубцах, для уездных городов, и 
б) Таковая корона, с Императорским орлом, для уездных городов, которые вместе и крепости. 
8. а) Червленная башенная корона о трех зубцах, для заштатных городов. 
б) Таковая корона, с Императорским орлом, для крепостей, которые не губернские и не уездные города. 
9) Червленная башенная корона о двух зубцах для знаменитых посадов.
10) Польскую корону (Императрицы Анны Иоанновны) для губерний и для столицы Царства Польского. 
11) Финляндская Велико-Княжеская корона для губерний и для столицы Великого Княжества Финляндского.
1857_07_04 «О гербах губерний, областей, градоначальств, городов и посадов» (32037, именной указ)
|                                                                         |                                                                                                |                                                                       |                                                                       |
| Французская геральдика: 1. Столица 2. Столица департамента 3. Коммуна   | Португальская геральдика: 1. Деревня или городской приход 2. Город 3. Крупный город 4. Столица | Румынская геральдика: 1. Деревня 2. Город 3. Крупный город 4. Столица | Румынская геральдика: 1. Деревня 2. Город 3. Крупный город 4. Столица |
|                                                                         |                                                                                                |                                                                       |                                                                       |
|                                                                         |                                                                                                |                                                                       |                                                                       |
| Бразильская геральдика: 1. Деревня 2. Город 3. Крупный город 4. Столица | Современные стенные короны каталонской геральдики                                              | Итальянский город                                                     | Итальянская коммуна                                                   |

### Примеры из геральдики

Герб Австрии
Герб австрийской земли Нижняя Австрия
Герб Мальты
Герб провинции Льейда, Каталония, Испания
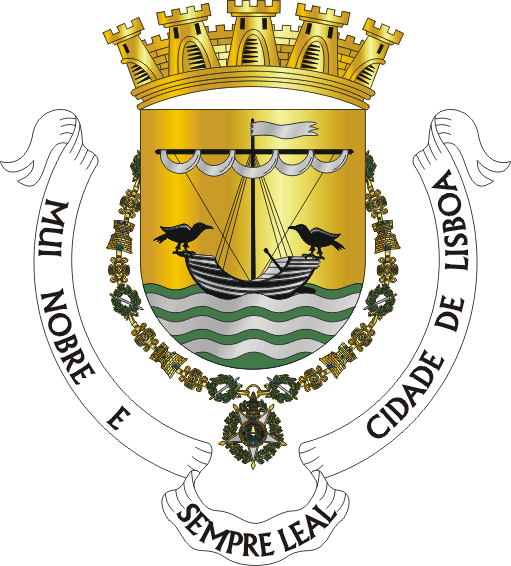
Герб Лиссабона, столицы Португалии
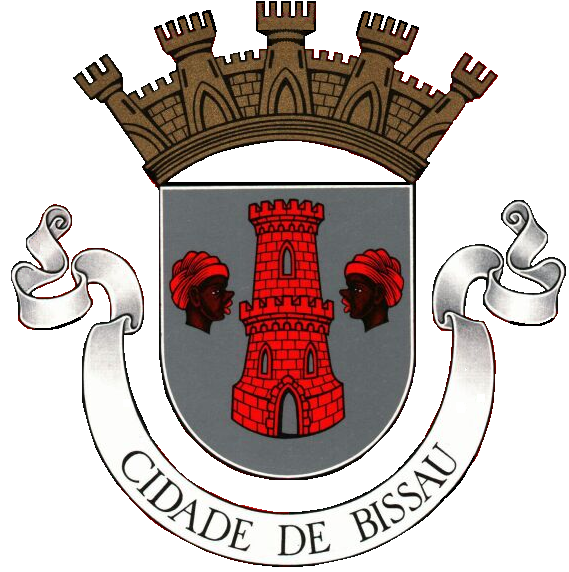
Герб Бисау, столицы Гвинеи-Бисау
Герб Берлина, столицы Германии
Герб Софии, столицы Болгарии
Герб города Милана, Италия
Герб Мортероне, самой маленькой итальянской коммуны
Герб города Сан-Паулу, столицы штата Сан-Паулу, Бразилия
Герб города Тронхейм, Норвегия
Герб города Арад, Румыния
Герб города Красноярска, Россия
Герб города Кривой Рог, Украина
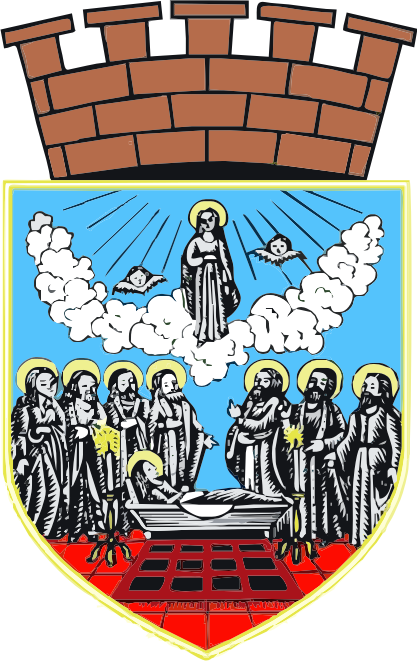
Герб города Зренянин, Сербия
Герб города Нинове, Бельгия
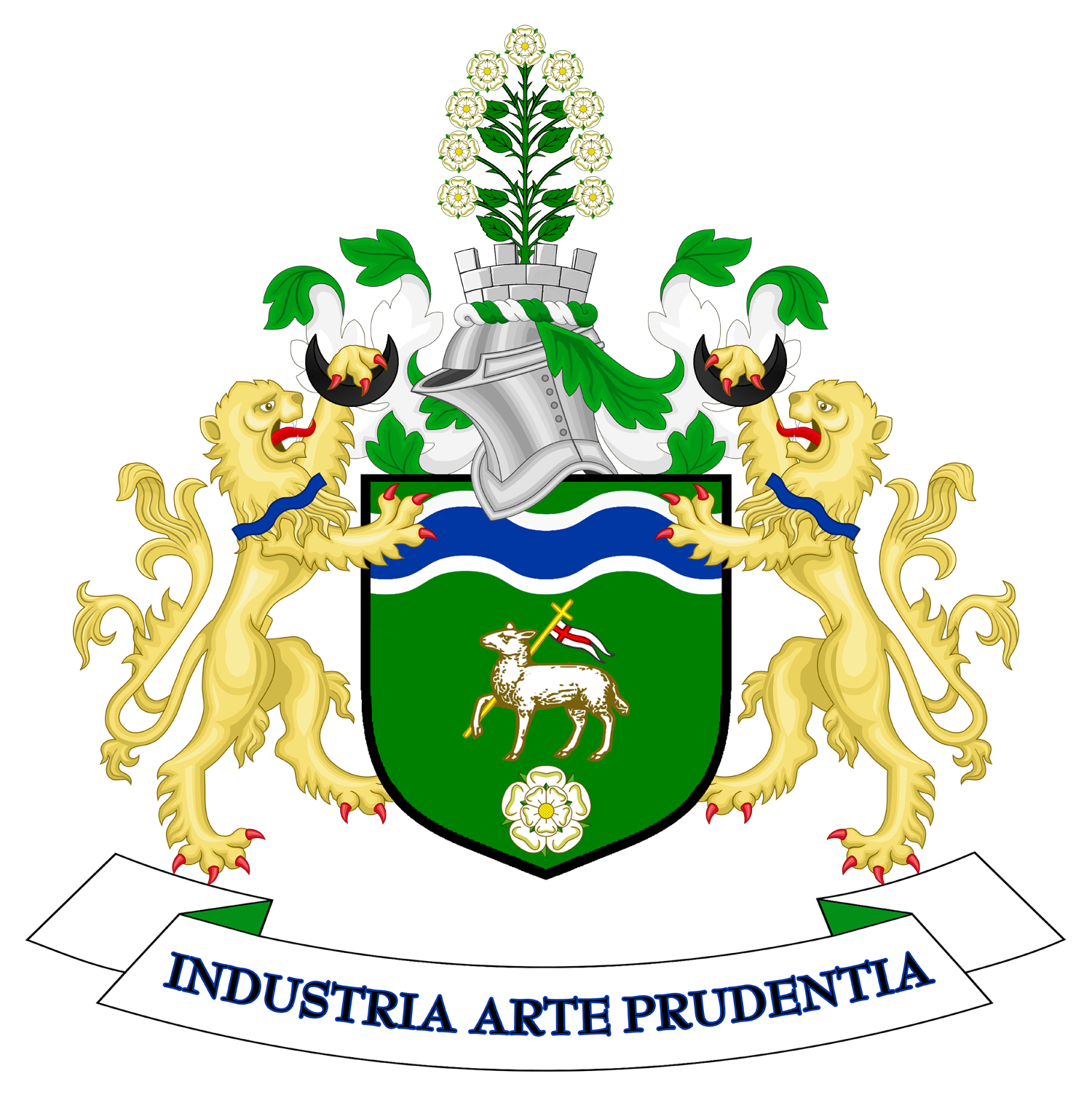
Герб Колдердейла, Англия
Герб Ванкувера, Британская Колумбия, Канада
Герб Гомельской области, Белоруссия
Герб Минской области, Белоруссия
Герб города Абрантиш, Португалия
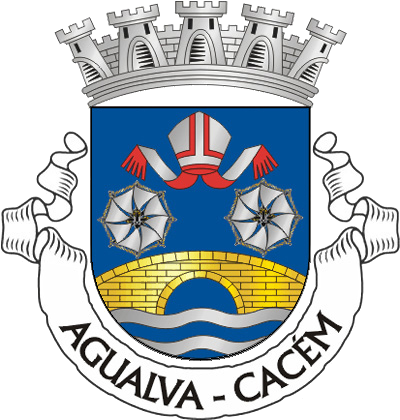
Герб города Агуалва-Касен, Португалия
Герб города Бухарест, Румыния
Герб вармедье Бач-Кишкун, Венгрия
Герб города Париж, Франция
Герб города Корнелья-де-Льобрегат, Испания
Герб города Эспаррегера, Испания
Герб Санта-Колома-де-Сервельо, Испания
Герб города Агридженто, Италия
Герб города Анкона, Италия
Герб метрополитенского города Катания, Италия
Герб города Леон-де-лос-Альдама, Мексика
Герб города Таррега, Испания
Герб муниципалитета Альмуньекар, Испания